# 二苞黄精
二苞黄精（学名：Polygonatum involucratum）为百合科黄精属的植物。分布于日本、远东地区、朝鲜以及中国大陆的黑龙江、河南、山西、河北、吉林、辽宁等地，生长于海拔700米至1,400米的地区，常生于林下以及阴湿山坡，目前尚未由人工引种栽培。